# Lucien Cailliet
Lucien Cailliet (* 22. Mai 1891 in Dijon; † 3. Januar 1985 in Los Angeles) war ein in Frankreich geborener US-amerikanischer Komponist und Klarinettist.

## Leben
Cailliet studierte am Konservatorium in Dijon, das er mit Auszeichnung im Fach Klarinette abschloss. Er war dann Kompositionsschüler von Paul Fauchet und Georges Caussade und studierte Kontrapunkt bei André Gedalge und Instrumentation bei Gabriel Parès.
Er übersiedelte 1918 in die USA, wo er beim Philadelphia Orchestra unter Leopold Stokowski und Eugene Ormandy bis 1937 als Klarinettist und Arrangeur wirkte. Daneben gründete er die Cherry Hill Wind Symphony (später Wind Symphony of Southern New Jersey), für die er unter anderem Sibelius’ Finlandia arrangierte. Zudem war er Professor an der University of Southern California und Dirigent der dortigen Sinfonieorchester.
1937 veröffentlichte Cailliet eine Orchesterbearbeitung von Mussorgskis Bilder einer Ausstellung. Neben mehr als zweihundert Werken für Bläserensemble, Orchester und Chor komponierte und orchestrierte er auch fünfzig Filmmusiken.
1937 wurde Cailliet Officier der Académie française, 1940 Doktor der Musik an der Philadelphia Musical Academy.

## Filmografie (Auswahl)
Originalmusik
- 1948: Der König von Alaska (Harpoon)
- 1949: Die China-Mission (State Department: File 649)
- 1950: Käpt’n China (Captain China)
- 1950: Tripolis (Tripoli)
- 1951: Sein letzter Verrat (The Last Outpost)
- 1951: Gold in Neuguinea (Crosswinds)
- 1952: Hongkong (Hong Kong)
- 1952: Die Geliebte des Korsaren (Caribbean)
- 1952: Flucht vor dem Feuer (The Blazing Forest)
- 1953: Tropisches Abenteuer (Tropic Zone)
- 1953: Weiße Herrin auf Jamaica (Jamaica Run)
- 1953: Sangaree
- 1953: Geknechtet (The Vanquished)
- 1955–1960: Wenn man Millionär wär (The Millionaire) (Fernsehserie, unbekannte Anzahl an Folgen)
- 1955: Die Nacht ist voller Schrecken (The Night Holds Terror)

Orchesterleitung
- 1938: Wenn ich König wär (If I Were King)
- 1941: Hier ist John Doe (Meet John Doe)
- 1945: Die Schlacht um San Pietro (San Pietro)
- 1946: Tagebuch einer Kammerzofe (Diary of a Chambermaid)
- 1946: Der schwarze Spiegel (The Dark Mirror)
- 1946: The Chase
- 1946: Duell in der Sonne (Duel in the Sun)
- 1947: Befehl des Gewissens (The Fugitive)
- 1947: Mourning Becomes Electra
- 1948: Bis zum letzten Mann (Fort Apache)
- 1948: Red River
- 1948: Spuren im Sand (Three Godfathers)
- 1949: Der Teufelshauptmann (She Wore a Yellow Ribbon)
- 1952: Die Stadt der tausend Gefahren (The Atomic City)
- 1952: The Big Sky – Der weite Himmel (The Big Sky)
- 1952: Der weiße Sohn der Sioux (The Savage)
- 1952: Herrin der Gesetzlosen (Hurricane Smith)
- 1952: Die Stahlfalle (The Steel Trap)
- 1952: Flucht vor dem Feuer (The Blazing Forest)
- 1953: Starr vor Angst (Scared Stiff)
- 1953: Rückkehr ins Paradies (Return to Paradise)
- 1953: Die Bestie der Wildnis (Arrowhead)
- 1953: Wilde Glut (Blowing Wild)
- 1953: Sprung auf, marsch, marsch! (Take the High Ground!)
- 1953: Flug nach Tanger (Flight to Tangier)
- 1953: Die letzte Patrouille (Cease Fire!)
- 1953: Der blaue Stein des Maharadscha (The Diamond Queen)
- 1955: Im Schatten des Galgens (Run for Cover)
- 1955: Am fernen Horizont (The Far Horizons)
- 1955: Land der Pharaonen (Land of the Pharaohs)
- 1956: Tag der Entscheidung (The Leather Saint)
- 1956: Die zehn Gebote (The Ten Commandments)
- 1956: Giganten (Giants)
- 1957: Zwei rechnen ab (Gunfight at the O.K. Corral)
- 1957: Auf der Suche nach dem Paradies (Search for Paradise)
- 1965: In den Fängen der schwarzen Spinne (The Secret of My Success)

Arrangements
- 1957: Mord in den Wolken (Julie) – Midnight on the Cliff von Leonard Pennario
- 2001: Ocean’s Eleven – Clair de lune aus der Suite bergamasque von Claude Debussy
- 2014: Tusk – Triumphant Salute